# Mazama americana
Mazama americana är en däggdjursart som först beskrevs av Johann Christian Polycarp Erxleben 1777.  Mazama americana ingår i släktet spetshjortar, och familjen hjortdjur. IUCN kategoriserar arten globalt som otillräckligt studerad.
Inga underarter finns listade i Catalogue of Life. Wilson & Reeder (2005) skiljer mellan 12 underarter.
Detta hjortdjur förekommer i Sydamerika från norra Colombia till norra Argentina samt på Trinidad. Arten vistas huvudsakligen i täta skogar. Den äter främst frukter samt andra växtdelar. Individerna når en mankhöjd av cirka 65 cm och en vikt mellan 30 och 40 kg.

## Bildgalleri

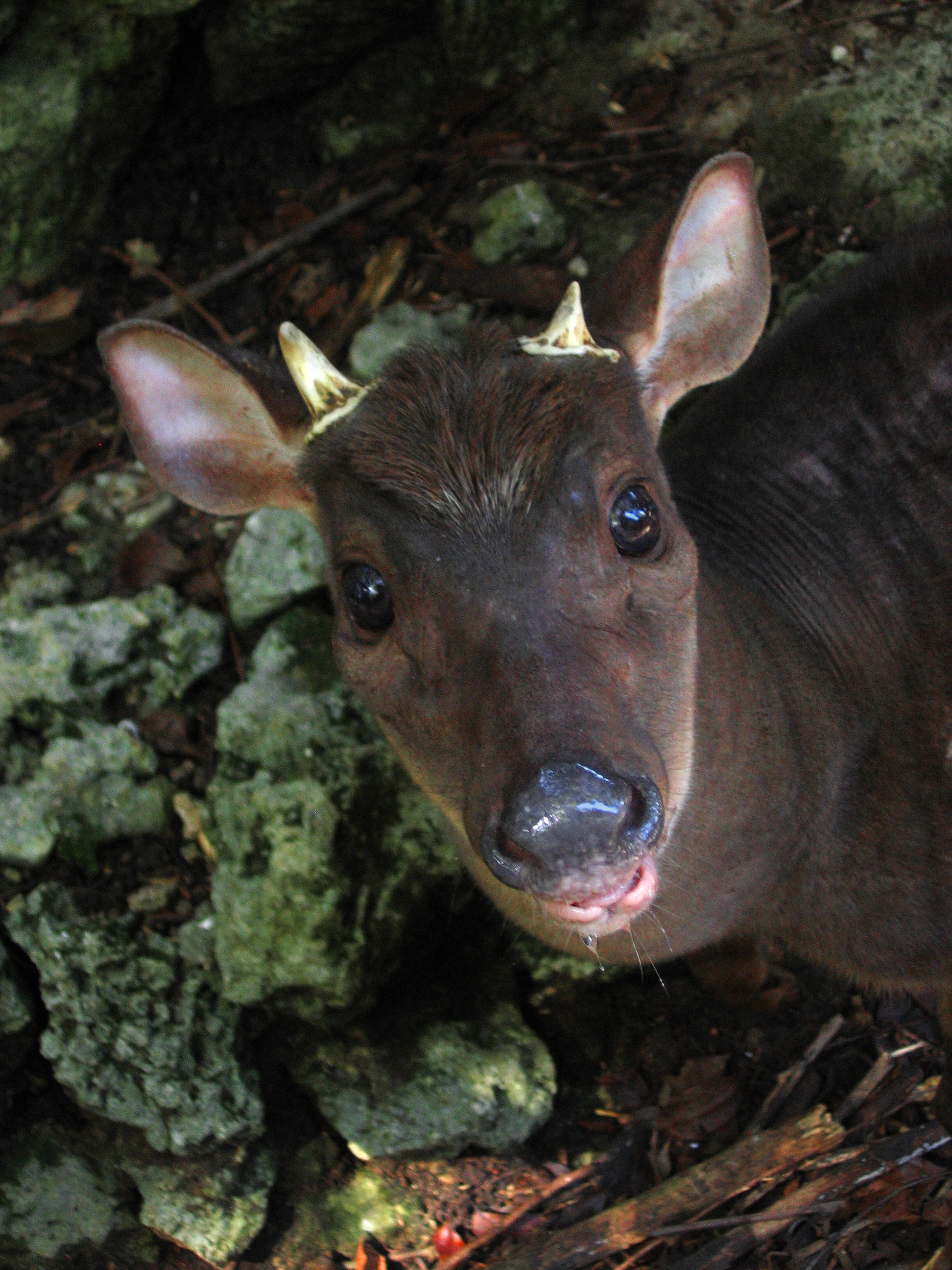
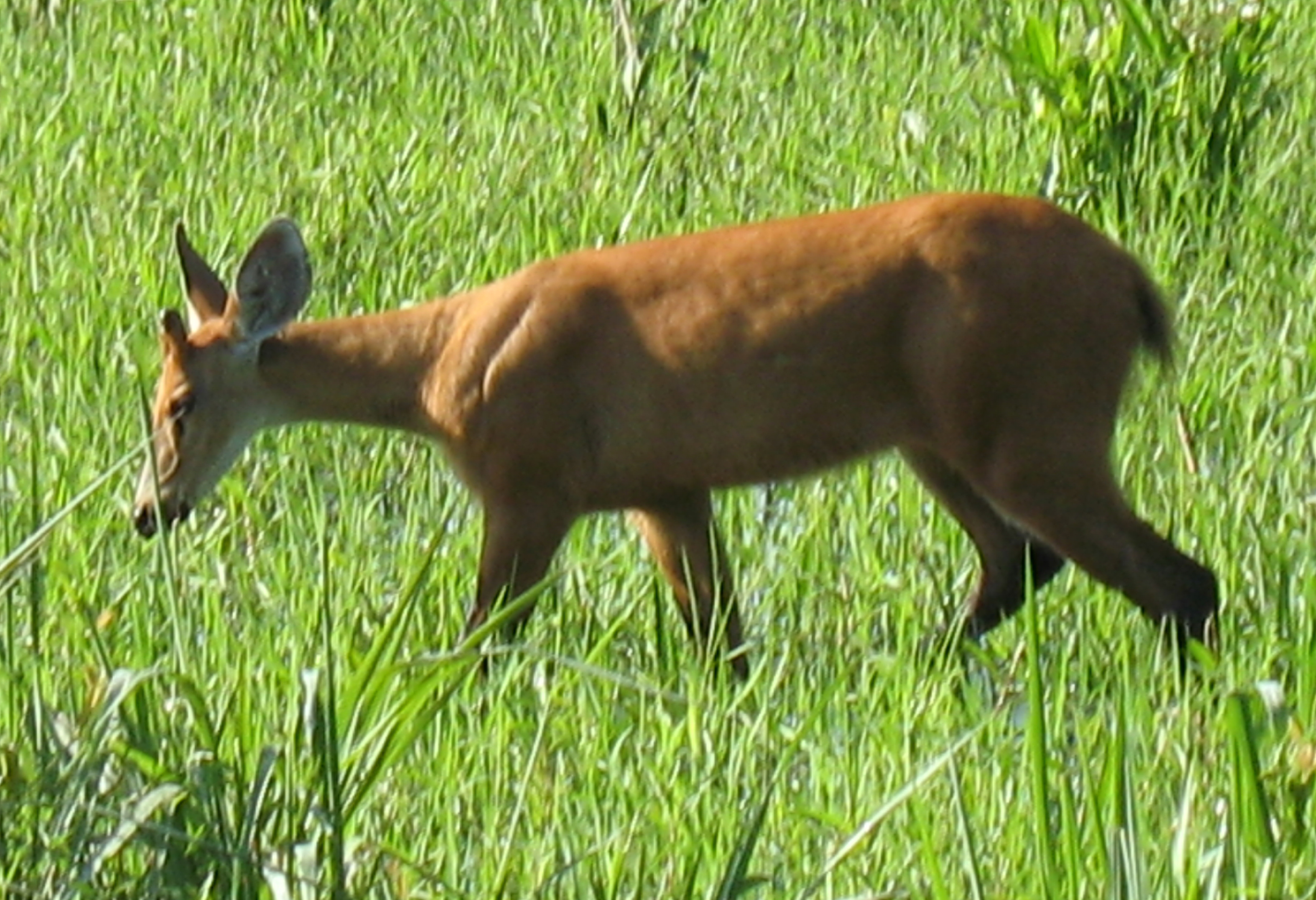
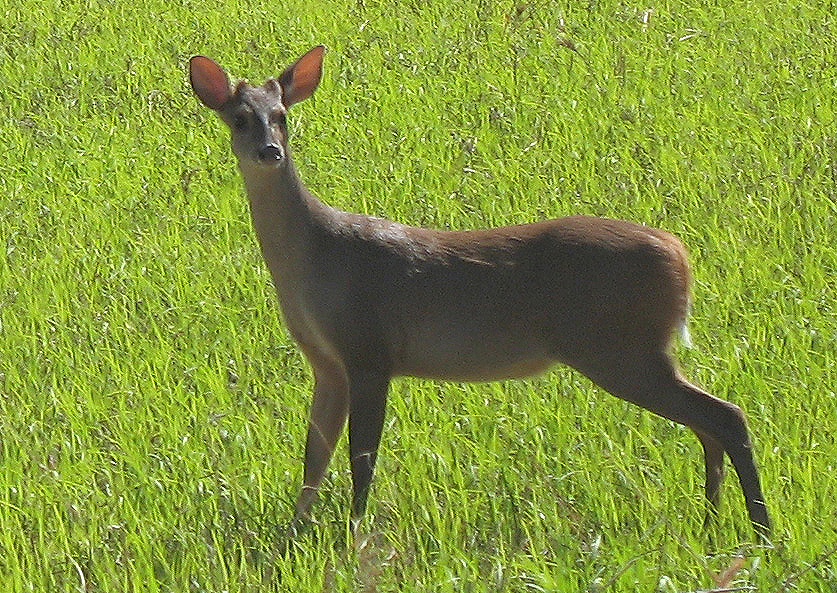
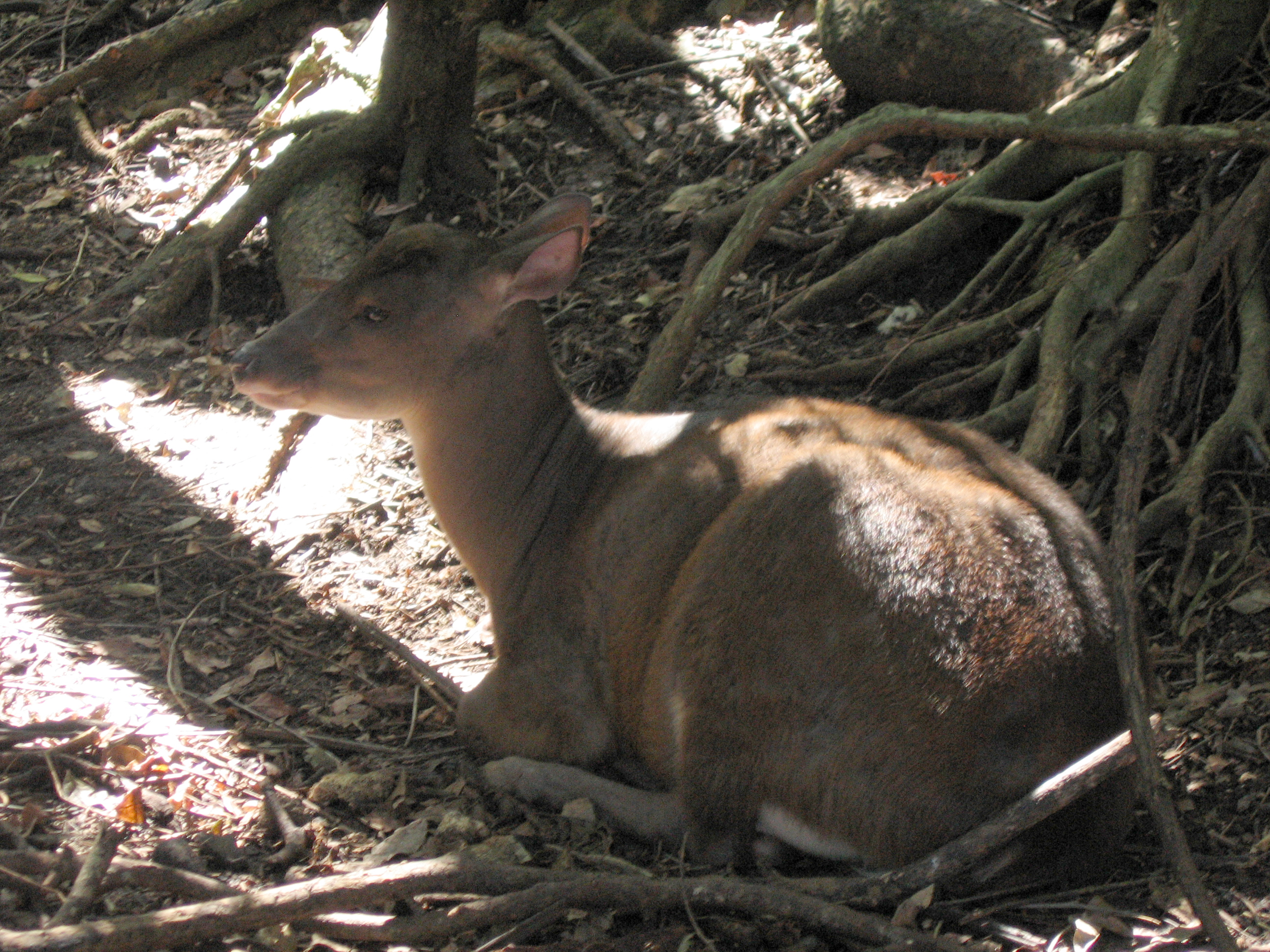
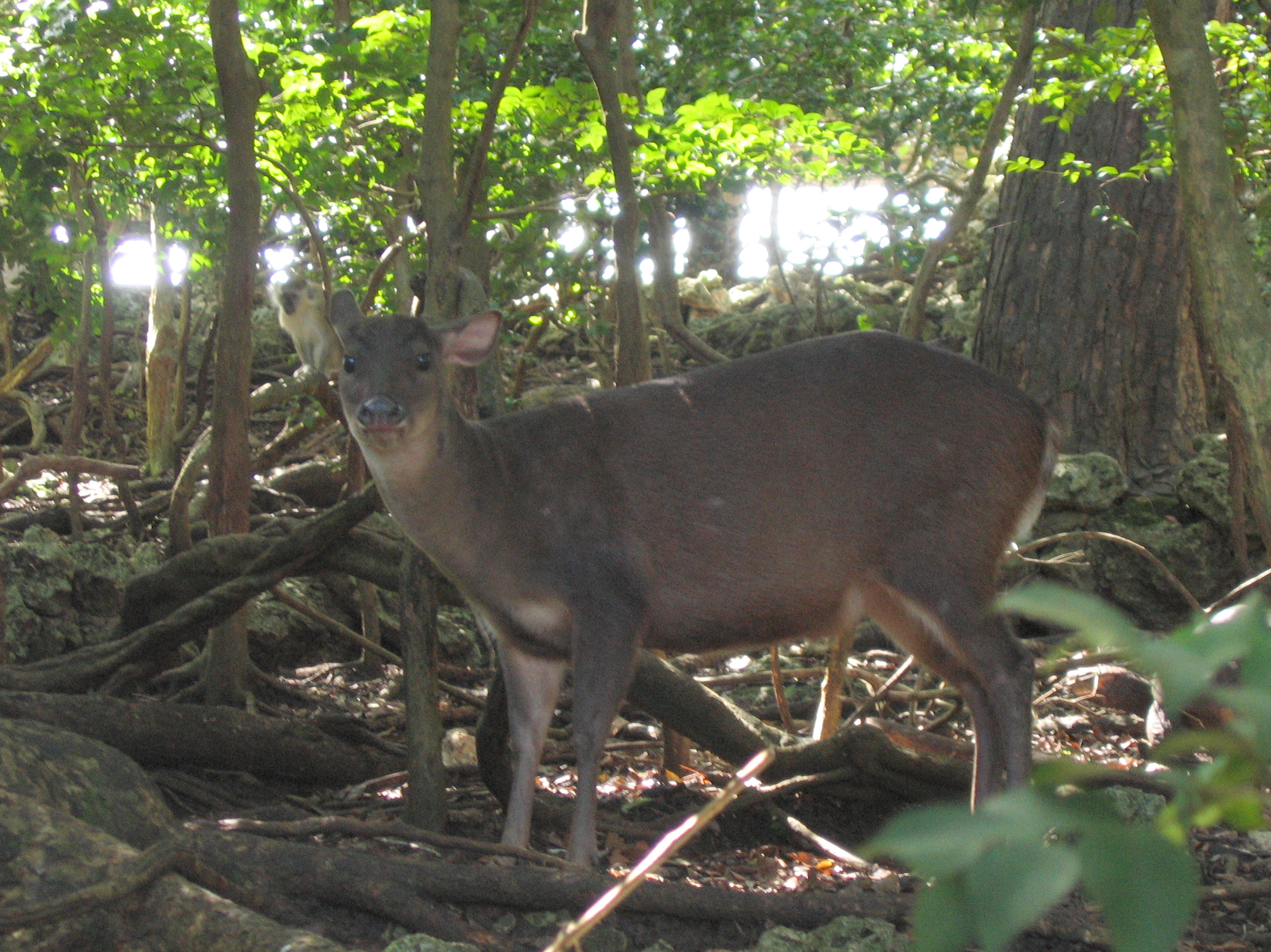
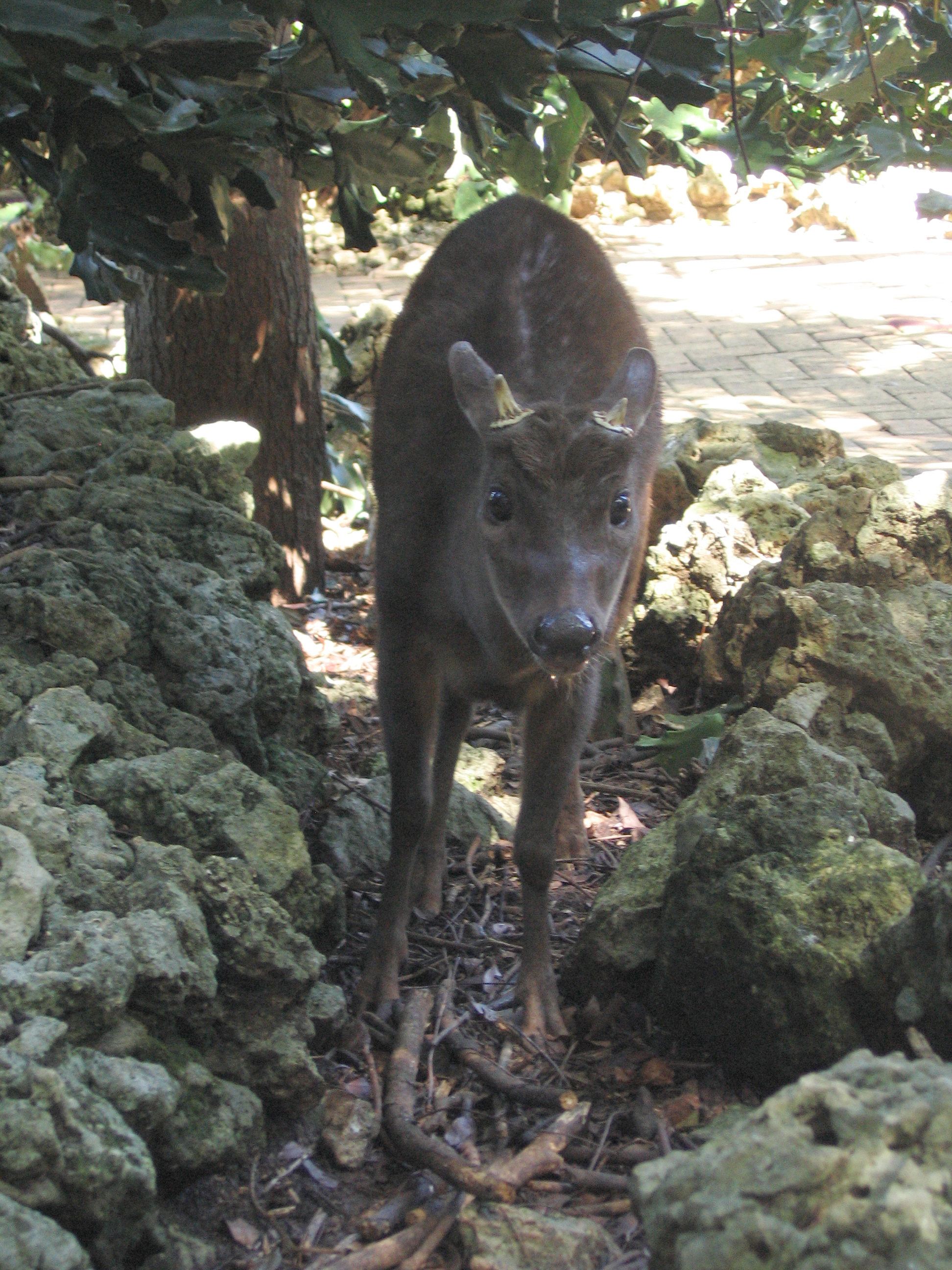